# The Dancing Girl of Butte
The Gibson Goddess est un film muet américain réalisé par D. W. Griffith, sorti en 1909.

## Fiche technique
- Titre : The Dancing Girl of Butte
- Réalisation : D. W. Griffith
- Scénario : D. W. Griffith
- Société de production et de distribution : American Mutoscope and Biograph Company
- Photographie : G. W. Bitzer
- Pays de production :  États-Unis
- Durée : 11 minutes
- Date de sortie : 6 janvier 1910

## Distribution
- Florence Barker
- Owen Moore
- Frank Evans
- Billy Quirk
- Mack Sennett